# Pro rata
Pro rata é uma expressão de origem latina que significa em partes iguais ou em proporção. O termo é usado em muitos contextos jurídicos e econômicos. A ortografia hifenizada pro-rata para a forma de adjetivo é comum, conforme recomendado para adjetivos por alguns guias de estilo em inglês. Na língua portuguesa, este termo foi vernáculo para rateado.

## Significados
Mais especificamente, pro rata significa:
- Em proporcionalidade a algum fator que pode ser calculado exatamente[3][4]
- Para contar com base em uma quantidade de tempo que passou do tempo total
- Razão proporcional[5]

Pro rata tem uma etimologia latina, de pro, de acordo com, para, ou por, e rata, ablativo feminino de calculado (taxa ou mudança).

## Exemplos
Exemplos em direito e economia incluem o seguinte observado abaixo.
Quando a responsabilidade por um dano tóxico ou um produto defeituoso diz respeito a muitos fabricantes, a responsabilidade sob a lei de responsabilidade civil é alocada proporcionalmente.

### Responsabilidade da parceria
Cada um dos vários sócios "é responsável apenas por [sua] própria parte ou proporção, diz-se que eles estão vinculados pro rata . Um exemplo... pode ser encontrado na responsabilidade dos sócios; cada um é responsável ... apenas pro rata em relação a si mesmo."

### Lei de falências
Quando um devedor pede falência e "o devedor é insolvente, os credores geralmente concordam em aceitar uma parte pro rata do que é devido a eles. Se o devedor tiver fundos remanescentes, o dinheiro é dividido proporcionalmente entre os credores, de acordo com o valor das dívidas individuais."

### Remuneração e benefícios do trabalhador
O trabalho de meio período, o pagamento de horas extras e as férias de um trabalhador são normalmente calculados pro rata temporis.
De acordo com os regulamentos federais dos EUA, um funcionário do governo tem o direito de que: "Quando o serviço de um funcionário é interrompido por um período sem licença, a licença é ganha proporcionalmente para cada período de pagamento fracionado que ocorre dentro da continuidade do emprego. "
A Federação Americana de Professores (AFT), um sindicato trabalhista dos EUA, argumenta que todos os instrutores de meio período ou adjuntos devem receber pagamento proporcional por ministrar cursos universitários. Esta é uma questão importante, a partir de 2010, para o corpo docente de meio período.
Os professores das escolas secundárias irlandesas têm direito a um pagamento pro rata pelo trabalho a tempo parcial.
De acordo com a lei trabalhista britânica, "os regulamentos estabelecem que, quando apropriado, o princípio pro rata deve ser aplicado a qualquer comparação... a ser dada... férias".
Da mesma forma, na Tasmânia, Austrália, a lei claramente concede aos trabalhadores o privilégio de benefícios de meio período por licença.

### Leis de investimento
Na prática corporativa, "um dividendo proporcional significa que cada acionista recebe uma proporção igual para cada ação que possui".
No setor bancário, “Pro rata também se refere à prática de aplicar taxas de juros a diferentes prazos. Se a taxa de juros fosse de 12% ao ano, você poderia ratear esse número para 1% ao mês (12%/12 meses)."

### Capital de risco
Em capital de risco, pode referir-se ao direito de participação pro rata e significar "o direito de continuar a participar de rodadas futuras para que você possa manter sua propriedade".

### Seguro
No seguro, o pro rata é usado para determinar o risco com base no tempo em que a apólice de seguro está em vigor. Também pode ser usado para descrever a responsabilidade proporcional quando mais de uma pessoa é responsável por uma perda ou acidente.

### Método de cancelamento do seguro
O cálculo do prêmio de devolução de uma apólice de seguro cancelada geralmente é feito usando um método de cancelamento chamado pro rata . Primeiro, um fator de prêmio de retorno é calculado dividindo o número de dias restantes no período da apólice pelo número total de dias da apólice. Este fator é então multiplicado pelo prêmio da apólice para chegar ao prêmio de retorno .

### Mensalidade da faculdade
Quando um aluno universitário desiste, as faculdades podem reembolsar os pagamentos das mensalidades em uma base pro rata.

### Aviação
Nos Estados Unidos, um piloto privado não pode pagar menos do que a parcela pro rata do preço total do voo ao transportar passageiros.